# Blood Stain Child
Blood Stain Child es una banda de death metal melódico japonesa proveniente de Osaka, Japón que se caracteriza por incorporar elementos de trance a su estilo. Se formó bajo el nombre Visionquest en 1999 pero se cambiaron a Blood Stain Child en el 2000.

## Historia
La banda fue formada en el año 2000 por Ryo (bajo y voz), Ryu (primera guitarra), Daiki (segunda guitarra), Aki (teclados) y Violator (batería). En agosto del mismo año, BSC grabó su primer demo, el cual consistió de las canciones Silence of Northern Hell, Requiem, y Legend of Dark. La banda envió ese demo a una estación de radio y al DJ le encanto tanto la música que la recomendó a la disquera M&I Company, que eventualmente firmaron contrato con BSC.
Una vez lanzado el que fue su primer disco de estudio, Silence of Northern Hell, se podía apreciar una gran influencia de los géneros Power Metal, Death Metal Melódico, y Black Metal, obviando la presencia palpable de los elementos sinfónicos de aquel disco.
En el 2001, BSC grabó dos canciones: The World y Steel Flame. La primera fue usada como tema musical del luchador profesional Kensuke Sasaki; mientras que la segunda fue utilizada como el tema musical del 30° aniversario de la NJPW (New Japan Pro-Wrestling), la cual es una asociación en pro de la lucha libre profesional. En julio de 2002, BSC saco a la venta su álbum debut, "Silence of Northern Hell". Cabe destacar que en octubre de ese mismo año, fueron teloneros para Dream Evil durante su gira por Japón. En octubre del 2003, sacaron su segundo álbum, "Mystic Your Heart", el cual fue coproducido por Anssi Kippo, un productor finlandés de renombre.
Este segundo disco de la banda daba un giro completo sobre todo a lo que los teclados se refiere. Opta por un sonido electrónico acercándose al género techno y dando a un lado el pasado de ambiente medieval de la banda. "Mystic your Heart" es el notable cambio de dirección de Blood Stain Child.
En marzo del 2005, el guitarrista Daiki dejó la banda y fue reemplazado por Shiromasa en abril. En ese mismo año, BSC saco su tercer álbum, "Idolator", el cual fue coproducido por Tue Madsen, un popular productor proveniente de Dinamarca. En 2006, BSC firmó con Dockyard1 y sacaron a la venta Idolator en Europa el 27 de noviembre de 2006. Posteriormente, el mismo álbum fue sacado a la venta en Estados Unidos a través de Locomotive Records el 17 de julio de 2007.
El género de Idolator vuelve a dar otro giro en cuanto al sonido de la banda. Mientras "Silence of Norther Hell", y "Mystic your Heart" instrumentalmente suenan característicamente a Power Metal y Black Metal, "Idolator" da un enfoque más del estilo del Death Metal Melódico de In Flames o Dark Tranquillity. En los teclados se nota de nuevo cierto cambio. En "Silence of the Norther Hell", los teclados tienen un sonido sinfónico de corte medieval, y con mucho protagonismo acompañan fuertemente a los demás instrumentos, y a la característica voz gutural de Ryo. En "Mystic your Heart", el teclado pierde mucho protagonismo y queda parado a un segundo plano como línea de efectos y escasas melodías, pero ya en "Idolator" el teclado recobra ese protagonismo que acompaña a la instrumentación y a la voz, con un nuevo aire a música Trance.
En abril del 2007, BSC anunció la adición de un nuevo vocalista, Sadew y un nuevo guitarrista, G.S.R. En julio del mismo año, sacaron a la venta su cuarto álbum, "Mozaiq" en Japón, que nuevamente fue coproducido por Tue Madsen. Fue sacado a la venta en Europa por el mismo mes incluyendo una canción exclusiva de bono, Cosmic Highway.
En "Mozaiq" la banda explota al máximo la expresión del sonido de la banda, el estilo propio del grupo y posiblemente el nuevo género del Trance Metal, se ve completado gracias a este álbum.
Las Líneas del bajo, cobran virtuosismo y complejidad, la voz de Sadew le da un toque especial al disco que lo distingue de los anteriores. Además en este disco, de nuevo la instrumentación da un nuevo cambio, tomando inspiración de los característicos riffs del Metalcore añadidos a la velocidad de Blood Stain Child.
Desde la salida al mercado de Mozaiq, la banda ha estado dando conciertos en Japón, Europa y los Estados Unidos. La canción ETERNAL ProtOTypE-D fue sacado a la venta como un demo el 13 de junio de 2009, de la cual existen ahora dos versiones, la demo original cantada por Sadew acompañado por una voz sintética, y la de estudio que se incluyó en su último álbum, con Ryo a las vocales y Sophia sustituyendo a la voz sintética.
Sadew y Violator abandonaron la banda, el primero, dadas diferencias musicales, y el segundo por motivos familiares, Tras la reclutación de un nuevo batería y cantante (que resultó ser Sophia, la representante oficial del grupo), se ha anunciado el próximo trabajo de Blood Stain Child.
La integración de Gami, como nuevo batería y Sophia como cantante principal, da a entender que la banda se acerca de nuevo a otro cambio acercándose al Metal Gótico más conocido por las vocalistas femeninas como Nightwish. Sirenia, etc.
Según la nueva vocalista, "El nuevo disco realmente suena menos underground que los anteriores. Ciertamente nos preocupa la reacción de los fans pero el sonido de Blood Stain Child no ha dejado de variar desde el inicio."
Actualmente la banda firmó un contrato de distribución con la disquera Coroner Records, para publicar a través de esta su próximo álbum y será producido por Ettore Rigotti (Disarmonia Mundi).
El 21 de julio de 2012 Sophia anunció a través de Twitter que dejaba la banda sin dar más detalles.
Tras una búsqueda pública para encontrar un nuevo vocalista para la banda, el 3 de diciembre de 2012 la página web del grupo anunció a Kiki como nueva vocalista de Blood Stain Child. Durante el mes de julio de 2013, la página Web de la banda mostraba una barra de carga al estilo de muchos videojuegos, que se iba llenando paulatinamente con lentitud, presumiblemente sobre un nuevo trabajo de la banda.
A finales de agosto, se anunció la participación de BLOOD STAIN CHILD en la banda sonora de un videojuego en desarrollo 未来戦姫スレイブニル STAR GAZER, single en noviembre de 2013 y nuevo LP en diciembre.
Tras la salida del sencillo "Last Stardust" surgen numerosos cambios en la formación, donde cabe destacar la partida de Kiki y el miembro fundador Ryo. Kiki y Ryo serían reemplazados por el vocalista masculino Saika y el bajista Yakky.
En 2018, el vocalista Sadew vuelve a la banda, al mismo tiempo, el batería Gami es reemplazado por Yasu, con esta formación graban dos nuevos discos: The Legend en 2018 y Amateras en 2019. En 2021, sale a la luz un sencillo de dos temas inéditos denominado 2045 y algo más de tres años de silencio se anuncia el lanzamiento de dos discos de estudio para mayo de 2024. El primero de ellos sería Cyberia y el segundo Metalia.

## Estilo musical e influencias
Una característica notable de BSC es su tendencia a incorporar elementos y temática típicos del trance en su música. El sonido de la banda incluye voces guturales al estilo death metal junto con voces melódicas en determinados momentos; En general, su estilo musical puede ser clasificado como una mezcla entre In Flames, At  The Gates y Soilwork. Cabe destacar que la banda menciona como influencias a In Flames, Dark Tranquility, HIM, X Japan y Luna Sea.

## Integrantes

### Actuales
- Ryu - guitarra solista, guitarra sintetizada (1999-)
- Aki - teclados, piano, sintetizadores, coros (1999-presente)
- G.S.R. - guitarra rítmica, guitarra sintetizada (2007-)
- Sadew - voz principal (2007-2010, 2018-)
- Yakky - bajo (2016-)
- Yasu - batería, percusión (2018-)

### Pasados
- Daiki - guitarra rítmica, guitarra sintetizada (1999-2005)
- Violator - batería, percusión (1999-2010)
- Ryo - bajo, voz gutural (1999-2016), voz limpia (1999-2007)
- Shiromasa - guitarra rítmica, guitarra sintetizada (2005-2007)
- Sophia - voz femenina (2010-2012)
- Gami - batería, percusión (2010-2018)
- Kiki - voz femenina (2012-2016)
- Makoto - DJ (2013-2014)
- Saika - voz principal (2016-2018)

## Discografía
- Silence of Northern Hell (2002)
- Mystic Your Heart (2003)
- Idolator (2005)
- Mozaiq (2007)
- Epsilon (2011)
- The Legend (2018)
- Amateras (2019)
- Cyberia (2024)
- Metalia (2024)

## Videos musicales
- Silence of Northern Hell (Silence of Nortern Hell)
- Truth (Idolator)
- Freedom (Mozaiq)
- Last Stardust (Sigle promocional 2014)
- Nexus (Single promocional 2016)
- Tri Oddisey (Single promocional 2017)
- Trance Dead Kingdom (Single promocional 2017)
- Gaia Evolution (Single promocional 2017)
- Kamui (The Legend)
- Del-sol (Amateras)
- 皇～sumeragi～ (Amateras)
- Quintessa (Metalia)
- Unreal World (Cyberia)